# Florian Lejeune
Florian Grégoire Claude Lejeune (Istres, 20 maggio 1991) è un calciatore francese, difensore o centrocampista del Rayo Vallecano.

## Carriera

### Club
Inizia la carriera con l'Agde, giocando 3 partite nella quarta serie francese. Nel 2009 passa all'Istres, dove in due stagioni colleziona 42 presenze in seconda serie.
Nel 2011 si trasferisce in Spagna, al Villarreal, con cui gioca 25 partite in seconda serie (con la squadra riserve) e 5 nella Liga.Nel 2013-2014 torna in patria e passa in prestito al Brest con cui gioca 21 partite.
Nell'estate 2014 viene acquistato dal Girona con cui gioca nelle stagioni 2014-15 e nel 2015-16 (nella seconda stagione passando dal prestito del Manchester City che lo aveva acquistato nell'estate 2015), raggiungendo in totale nei due anni 81 presenze e 8 gol in campionato (compresi i play-off).
Nell'estate 2016 passa all'Eibar.
Dopo una sola stagione giocata in Spagna, il 4 luglio 2017 si accasa al Newcastle. Mette a segno i suoi primi due goal in Premier League durante la partita giocata in casa dell'Everton e pareggiata 2-2 proprio grazie alle sue marcature durante i minuti di recupero.
L'11 settembre 2020, dopo non avere trovato molto spazio nel triennio ai Magpies, viene ceduto in prestito all'Alavés.
Il 23 luglio 2021 viene ceduto a titolo definitivo al club spagnolo.

### Nazionale
Nel 2011 prende parte al campionato mondiale Under-20, giocando 2 partite. In totale con la nazionale francese Under 20 ha giocato 6 partite segnando 1 gol.